# 爆速救命ダイヤロボ
爆速救命ダイヤロボ（スピードレスキューダイヤロボ）とは、2012年からアガツマより発売された変形ロボット玩具シリーズの総称。

## 概要
2012年に株式会社アガツマよりダイヤペットブランドラインにて発売された、オリジナル変形ロボット玩具シリーズ。アガツマにとって初めての、変形ロボット玩具である。
実在する車のリアルなミニカーが人型、動物型、恐竜型と様々なロボットに完全変形する。ミニカーのスケールはパッケージスケールで、統一されていない。乗用車を元にしたものは約1/64程度のサイズである。実車メーカーから正式にライセンスを取得したシリーズであり、メーカー監修下で制作されているため、分割線などは可能な限りドアやボンネットに合わせて目立たなくしている。ミニカーメーカーの老舗が手掛けたということもあり、「細部までのフル塗装」「変形部の割れ目ヒンジが見えない構造」「こだわりのホイール」というように、クルマ状態の見た目を重視して開発されていて、ミニカー状態では、変形機構を持たない一般的なミニカー並みの精密さを持っていることが大きな特徴である。
一般社団法人日本玩具協会が主催する、日本おもちゃ大賞2012のボーイズ・トイ部門で、発売前に優秀賞を受賞した。
劇中での変形は、「スクランブル変形（チェンジ）」と呼ばれる。劇中にはテクノロイドという、ダイヤロボの色違いのような姿の悪役ロボットと、通常ラインナップとは色違いのダイヤロボも出てくるが、これらは画像処理された物であり、販売はされていない。また、タイトルにある通りシリーズのコンセプトがレスキューなので、基本的に武器を持たず、玩具に武器は付属しない。
当初より公式サイトにて、ストーリー「ダイヤロボ緊急指令」が掲載されている。ここではロイドコップが銃を撃つシーン等がある。
2014年7月からは「ダイヤロボVSダイヤロボ」という、これまでとは異なるテーマでシリーズが再スタートしたが、同年7月発売分の商品を最後に新製品はリリースされていない。

## 商品一覧
商品について、発売順に記す。普通車種がDR-0000番台、大型車種がDR-1000番台、自動車以外がDR-2000番台、セットがDR-3000番台、限定商品がDR-9000番台となっている。通常、同一機種が2〜3台のバージョン違いでリリースされている。
定価は、大型商品や限定商品を除けば、780円（税別）である。

### 第1弾
第1弾として、DR-0000〜DR-0007の8種類が同時発売された。
DR-0000・0001・0005以外は、パッケージの台紙が黒を基調としたもののほか、2014年7月頃に出た、白基調の台紙のバージョンがある。パッケージの台紙が黒基調のものでは金属製だった関節などのピンが、白基調のバージョンではプラスチック製に変更されている。整形色も、スモークがかった半透明から、本体の色に変更された。
2012年8月10日発売
- 日産フェアレディZ
  - DR-0000： プロトロイド （初回限定 シルバー） ロイドタイプ（人型）
初回限定であり、「おためし価格」として、消費税率5%だった当時、600円（税込み）で売られていた。既に絶版となっている。
  - DR-0001： ゼロイド （オレンジ） ロイドタイプ（人型）
2014年8月現在、公式サイトのラインナップから消えている。
  - DR-0002： ロイドコップ （パトカー） ロイドタイプ（人型）
- トヨタハイエース
パッケージの台紙が白基調のバージョンでは、ピンの変更のほか、フロントガラスが畳めなくなったほか、変形後の首やかかとの関節がなくなり、車両形態時には首をランプ部分のスペースに収納するように変更された。
  - DR-0003： メディカルレックス （救急車） ザウルスタイプ（ティラノサウルス型）
  - DR-0004： ストラテレックス （消防指揮車） ザウルスタイプ（ティラノサウルス型）
  - DR-0005： レックスポーター （シルバー） ザウルスタイプ（ティラノサウルス型）
首を収納するスペースがないため、2014年に仕様変更されたバージョンは発売されていない。
- トヨタFJクルーザー
  - DR-0006： クルクトス （イエロー） ビーストタイプ（クマ型）
  - DR-0007： オルソルーザ （ブルー） ビーストタイプ（クマ型）

### 第2弾
第1弾での経験をもとに、変形機構や可動の向上が図られた。当初発表時は2012年10月発売となっていたが、2012年11月より2013年10月まで、ほぼ毎月1車種ずつ発売された。また、大型商品を投入している。
普通車種
2012年11月9日発売
- トヨタプリウス
  - DR-0008： プリテラドン （レッド） ザウルスタイプ（プテラノドン型）
プリウスのうち、これのみザウルスタイプとなっているが、大きく異なるのは頭部形状のみで、他は形状・変形機構とも他の2種と同一である。
  - DR-0009： クロウリウス （タクシー） ビーストタイプ（カラス型）
  - DR-0010： イーグリウス （ホワイト） ビーストタイプ（ワシ型）

2012年12月14日発売
- トヨタダイナ
パッケージが黒基調のものでは二重関節だった肘が、白基調のものでは単軸になっている。
  - DR-0011： ダストラル （ゴミ収集車） ロイドタイプ（人型）
  - DR-0012： セイソーン （清掃車） ロイドタイプ（人型）
  - DR-0013： アートイナ （アート引越しセンター） ロイドタイプ（人型）
これのみ、バケット部分の変形機構が異なる。

2013年1月1日発売
- 日産フェアレディZ
  - DR-9001： プロトロイドG （限定版ゴールド） ロイドタイプ（人型）
DR-0000プロトロイドの色変え商品。数量限定生産で、店頭から無くなりしだい絶版となっている。

2013年2月22日発売
- ハマーH2 SUT
  - DR-0014： ハンマーコング （レッド） ビーストタイプ（ゴリラ型）
  - DR-0015： ボンバーコング （イエロー） ビーストタイプ（ゴリラ型）
  - DR-0016： セキュリティーコング （ポリス） ビーストタイプ（ゴリラ型）

2013年3月29日発売
- トヨタ86
  - DR-0017： エイトロック （レッド） ロイドタイプ（人型）
  - DR-0018： スポーツエイト （ブルー） ロイドタイプ（人型）
  - DR-0019： オクトヘクス （シルバー） ロイドタイプ（人型）

2013年4月26日発売
- トヨタアルファード
  - DR-0020： アルラトプス （ホワイト） ザウルスタイプ（トリケラトプス型）
  - DR-0021： トリケラード （ブラック） ザウルスタイプ（トリケラトプス型）

2013年5月24日発売
- トヨタダイナ
  - DR-0022： レスキューポンプ （消防ポンプ車） ロイドタイプ（人型）

2013年6月21日発売
- 日産キューブ
  - DR-0023： キュザード （ブルー） ビーストタイプ（コモドオオトカゲ型）
  - DR-0024： ラガルブ （ブロンズ） ビーストタイプ（コモドオオトカゲ型）

2013年10月18日発売
- 日産ジューク
  - DR-0025： ジュルフ （シルバー） ビーストタイプ（オオカミ型）
  - DR-0026： ジュパルド （レッド） ビーストタイプ（ヒョウ型）

2014年7月発売
- 日産フェアレディZ
  - DR-0027： ロイドブルー （ブルー） ロイドタイプ（人型）
シリーズ初の悪役として、テクノロイドを操り、人類を恐怖で支配しようとする悪のダイヤロボである。
元々はダイヤロボのリーダーだったが、謎の組織によって改造され、悪に染まった[1]。

- トヨタハイエース
  - DR-0028： レックスコップ （パトカー） ザウルスタイプ（ティラノサウルス型）

- 日産GT-R
  - DR-0029： グランシルバ （シルバー） ロイドタイプ（人型）
  - DR-0030： ティアルド （レッド） ロイドタイプ（人型）
50万個出荷記念の限定商品。定価は500円（税別）。

大型車種
2013年7月19日発売
- 日野プロフィア
初の大型商品である。定価は2,000円（税別）。
  - DR-1001： プラキレーラ （トレーラー） ザウルスタイプ（ブラキオサウルス型）
  - DR-1002： プロフィルス （ENEOSタンクローリー） ザウルスタイプ（ブラキオサウルス型）

自動車以外
2013年8月10日発売
- ENEOSガソリンスタンド
  - DR-2001： ENEOSガソリンスタンド変形指令基地
初の車以外の商品。ガソリンスタンドが変形し、秘密指令基地となる。ダイヤロボは付属せず、給油機がロボットとなる。定価は3980円（税別）。

### 販促品
各地のおもちゃ屋、おもちゃ取扱い大手家電量販店で、試遊会や販促用イベントを不定期に行っており、イベント期間中の購入者に販促品が特典として配布される。
- カタログVol.1
- オリジナルプレイマット
- カタログVol.2
- オリジナル下敷き - DR-0000〜0016までが記載されたカタログになっている。
- パタパタキャラクター図鑑 - DR-0000〜0024までが記載されたカタログになっている。
- オリジナルストーリーブック - ダイヤロボ緊急指令STORY1の一部修正版、ENEOSガソリンスタンド変形指令基地までのラインナップと相関図が記載されている。DR-0025,0026発売前なので、相関図に第3世代の記載は無く、別働隊の巡回パトロールもダイナチームとなっている。
- くじ引き - 期間限定で、対象店舗でダイヤロボ1体以上を購入すると、景品が当たるキャンペーンを行っている。なお、購入者全員プレゼントとして、オリジナルストーリーブックが配布される。
A賞 ダイヤロボ1体プレゼント
B賞 オリジナルプレイマット
C賞 オリジナル下敷き

## ダイヤロボ緊急指令
公式サイトにて掲載されているオリジナルストーリーで、その時の新製品を中心に話が展開される。STORY1とSTORY4、STORY16以外は話の途中で選択肢が発生し、選択によって違った展開になる様になっている。
| 話数    | 題名                                          | 主な登場ダイヤロボ                                                                                                  |
| ------- | --------------------------------------------- | --- |
| STORY1  | 初めてのミッション～ゼロイド出動～            | ゼロイド |
| STORY2  | ゼロイド&プロトロイド 二人は相棒              | ゼロイド、プロトロイド、ロイドコップ                                                                                |
| STORY3  | レックス兄弟、それぞれの役割                  | メディカルレックス、レックスポーター、ストラテレックス                                                              |
| STORY4  | 極秘指令!マフィアのアジトに潜入せよ!          | ゼロイド、クロウリウス、イーグリウス、プリテラドン                                                                  |
| STORY5  | オフロードで大ピンチ!遠足バスを救え           | クルクトス、オルソルーザ                                                                                            |
| STORY6  | 大怪盗エメラルドからの挑戦!?謎の秘宝を守れ!   | ダストラル、セイソーン、アートイナ                                                                                  |
| STORY7  | 敵か味方か?金色に輝く謎のフェアレディZ登場!   | ゼロイド、プロトロイドG                                                                                             |
| STORY8  | インターポール登場!?国際指名手配犯を追え!     | ロイドコップ、セキュリティーコング、ボンバーコング、ハンマーコング                                                  |
| STORY9  | ライバル登場!?伝説のダイヤロボ86              | ゼロイド、レックスポーター、リオン、スポーツエイト（ブルース） エイトロック（ロッソ）、オクトヘクス（アルジェント） |
| STORY10 | オバケ屋敷の謎を解け!アルファード出動!        | レックスポーター、トリケラード、アルラトプス、スポーツエイト（ブルース）                                            |
| STORY11 | 消防車は大忙し!?レスキューポンプ参上!         | アートイナ、レックスポーター、レスキューポンプ、オクトヘクス（アルジェント）                                        |
| STORY12 | ルビィちゃんとキュザードの一日署長            | ロイドコップ、セキュリティーコング、キュザード、ラガルブ                                                            |
| STORY13 | 台風直撃、大ピンチ!?プロフィルス兄弟、大活躍! | ゼロイド、レックスポーター、プラキレーラ、プロフィルス                                                              |
| STORY14 | 超トップシークレット!?ガソリンスタンドの秘密  | プロトロイド、レックスポーター、プロフィルス                                                                        |
| STORY15 | 謎の第三世代ダイヤロボ、ジューク登場!         | ゼロイド、ストラテレックス、ジュパルド、ジュルフ                                                                    |
| STORY16 | 新たな敵                                      | ロイドブルー、レックスポーター、グランシルバ、レックスコップ、ティアルド                                            |